# Regentenstraße 20 (Korschenbroich)

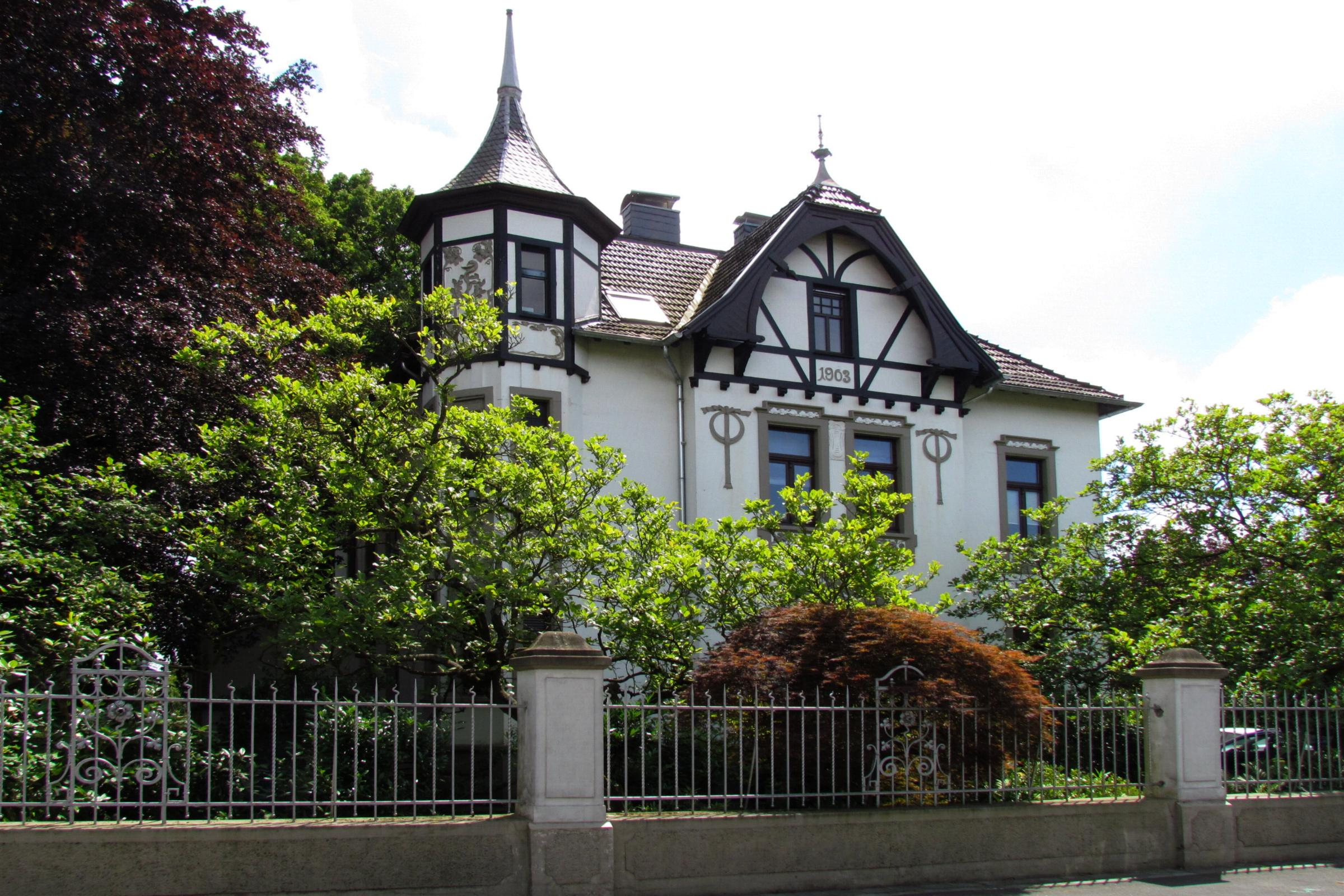
Wohnhaus

Die Villa Regentenstraße 20 steht in Korschenbroich im Rhein-Kreis Neuss in Nordrhein-Westfalen.
Das Gebäude wurde 1903 erbaut und unter Nr. 199 am 14. Februar 2013 in die Liste der Baudenkmäler in Korschenbroich eingetragen.